# 甘雨
甘雨（1551年—1613年），字應溥、子開，號義麓，江西吉安府永新縣人，民籍，明朝政治人物。

## 生平
隆慶四年（1570年）庚午科江西鄉試第八十六名舉人，萬曆五年（1577年）中式丁丑科會試第十三名，二甲第五十名進士。改庶吉士，七年（1579年）授福建道監察御史，八年（1580年）四月督理長蘆等處鹽課兼理河道，九年（1581年）升福建按察司僉事，十年（1582年）正月獲准致仕。
萬曆十四年（1586年）正月起為浙江按察司僉事、兵備台州，十五年（1587年）考察降調，十七年（1589年）謫德安府推官，升南京刑部主事，改南京兵部主事，升員外郎，升北京禮部儀制司郎中，出為廣西按察司僉事，養病歸里，獲吉安府知府汪元功聘為白鷺洲書院山長，起為貴州按察司僉事，升貴州布政使司參議、福建按察司副使，四十年（1612年）升湖廣布政使司左參政，四十一年（1613年）正月甫到任而卒。

## 著作
著有《白鷺洲志》、《督學集》、《韻學集成》。

## 家族
曾祖甘彥，封南京刑部主事；祖父甘公亮，惠州府知府；父甘仕可。前母劉氏；母歐陽氏。重慶下。弟甘丙。